# アルベルト・ナジ
アルベルト・ナジ（セルビア語: Алберт Нађ / Albert Nađ, 1974年10月29日 - ）は、ユーゴスラビア・ベオグラード・ゼムン区出身の元サッカー選手、サッカー指導者。ハンガリーにルーツを持つ。

## 経歴

### クラブ
1992年にパルチザン・ベオグラードのトップチームに昇格。1992-93シーズンはトップチーム昇格初年度から主力として活躍、25試合に出場（1得点）し、リーグで優勝を飾る。1993-94シーズン、リーグ戦とカップ戦優勝。1995-96シーズン、リーグ2連覇。
1996年に国外へ挑戦、スペインのレアル・ベティスへ移籍する。ベティスで2シーズンを過ごした後、レアル・オビエドへ移籍。2001年2月、エルチェCFへ当シーズン終了までの期限付き移籍。7月にオビエドへ復帰。
2002年9月、古巣パルチザン・ベオグラードへ移籍。2003-04シーズンのチャンピオンズリーグに初出場する原動力となった。

### 代表
U-16ユーゴスラビア代表としてプレイ。1994年12月23日ブラジル戦でユーゴラスラビア代表デビュー。1996-1997年の間には1998年ワールドカップ・フランス大会予選で代表の主力として活躍したが、1998 FIFAワールドカップのメンバーには選ばれなかった。2000年にUEFA EURO 2000のメンバーに選ばれ、2試合出場。

## 代表歴
- ユーゴスラビア代表
  - UEFA EURO 2000
- セルビア・モンテネグロ代表
  - 2006 FIFAワールドカップ

### 試合数
- 国際Aマッチ 34試合 2得点（ユーゴスラビア代表、1994年-2000年）[1]
- 国際Aマッチ 10試合 0得点（セルビア・モンテネグロ代表、2004年-2006年）[1]

| ユーゴスラビア代表 | 国際Aマッチ | 国際Aマッチ |
| 年                 | 出場        | 得点        |
| ------------------ | ----------- | ----------- |
| 1994               | 1           | 0           |
| 1995               | 6           | 0           |
| 1996               | 7           | 0           |
| 1997               | 6           | 0           |
| 1998               | 4           | 0           |
| 1999               | 5           | 2           |
| 2000               | 5           | 0           |
| 通算               | 34          | 2           |

| セルビア・モンテネグロ代表 | 国際Aマッチ | 国際Aマッチ |
| 年                         | 出場        | 得点        |
| -------------------------- | ----------- | ----------- |
| 2004                       | 1           | 0           |
| 2005                       | 4           | 0           |
| 2006                       | 5           | 0           |
| 通算                       | 10          | 0           |